# Tudesque
L'adjectif tudesque est un mot utilisé en français depuis le XVIe siècle pour désigner tout ce qui est d'origine germanique (le mot est apparenté à l'allemand Deutsch « allemand », et à l'italien Tedesco, de même sens), voire dans un second sens ce qui se réfère au Haut Moyen Âge germanique. 
L'ancien français présentait les formes tiois (masc.) et tiesche (fém.), conservées aujourd'hui sous les formes thiois et thioise. En outre, l'expression « faire une chose à la tudesque » est péjorative et signifie qu'on la fait de manière rustre ou grossière.

## Étymologie comparée
Le radical de l'adjectif allemand deutsch (vieux haut allemand diutisc) provient du germanique *þiudiskaz (formé de *þeudō (« peuple », « nation ») suffixé en *-iskaz (allemand -isch ; anglais -ish), que l'on peut traduire par « populaire » ou « national ». Le mot était utilisé en anglais et en allemand pour désigner la langue du peuple différente du latin ou des langues romanes ; on les qualifiait de « barbares  ».
Le même étymon germanique se retrouve dans le néerlandais duits, et en danois, norvégien et suédois sous la forme tysk.
L'adjectif anglais Dutch a la même origine mais par emprunt lexical et non par filiation directe. Le mot *þeudō est devenu þēōd, ðēōd, ðīōd en vieil anglais et s'est conservé jusqu'au moyen anglais sous la forme thede, mais a été remplacé par les équivalents romans people et nation. Le mot Dutch a été repris au moyen néerlandais ou au moyen bas allemand duutsch, et, après avoir eu le sens d'« allemand », a évolué sémantiquement pour signifier « néerlandais ». Le nom Dutchman veut encore dire Néerlandais en bon anglais. Aux États-Unis, cet adjectif est aussi utilisé pour désigner les Amish vivant dans les Appalaches, appelés les « Pennsilfaanisch » (Pennsylvaniens), originaires du Palatinat, de la Suisse alémanique et d'Alsace. En revanche, l'adjectif duits, qui en néerlandais correspond à l'anglais Dutch, a le sens d'« allemand ».
Au cours du Moyen Âge, une étymologie savante tendait à conférer à la racine indo-européenne *tewtéh₂ (« peuple ») une origine noble en la rattachant au grec θεός / theós (« dieu »), du moins dans la graphie.[réf. nécessaire]

## Emprunts latins et romans
Ce mot germanique a été adapté en latin médiéval (on pense notamment au texte écrit en teudisca lingua, opposée à la romana lingua, des Serments de Strasbourg de 842) et dans les langues romanes.
L'italien utilise aujourd'hui tedesco au sens d'« allemand » dans ses principales acceptions françaises actuelles. Tedesco, masculin singulier, devient tedesca au féminin singulier et tedeschi / tedesche au pluriel masculin / féminin respectivement.
Le français utilise les dérivés variés qui recouvrent des réalités distinctes : thiois (ou tiois), hérité de l'ancien français (ancien féminin t(h)iesche, substantif Thieux : Allemand), qui s'est restreint aujourd'hui à un sens surtout linguistique ; et tudesque, emprunté à l'italien. Le suffixe -ois / ancien féminin -esche est lui aussi emprunté au proto-germanique et servait essentiellement à créer des adjectifs de nationalité  : anglois (anglais) ; irois (irlandais) ; e(s)painois (espagnol) ; danois ; suédois ; etc. Certains se sont conservés, d'autres ont été remplacés par le suffixe -ais d'origine latine (-ense).
Les termes tudesque et teuton partagent sans doute la même étymologie germanique, bien que d'autres préfèrent pour ce dernier une étymologie celtique, à cause de la consonne latine t notant la consonne occlusive initiale sourde [t], au lieu du digramme th pour rendre compte de la consonne fricative dentale sourde þ [θ]. Le terme germanique a très bien pu passer par une forme celtique intermédiaire, et on sait, par ailleurs, que les Romains qui ne parlaient pas le germanique avaient souvent recours à des interprètes parlant celtique dans leurs relations avec les Germains qui ne savaient pas le latin mais maîtrisaient le celtique, langue véhiculaire d'une grande partie de l'Europe avant qu'elle soit supplantée par le latin. Quoi qu'il en soit, le terme celtique touta / teuta désignant la tribu est apparenté au terme germanique. Voir à ce sujet l'introduction de l'article Teuton.
L'expression langue tudesque désigne parfois l'ancien francique.